# M2/M3 Bradley
M2 Bradley IFV (Infantry Fighting Vehicle) och M3 Bradley CFV (Cavalry Fighting Vehicle) är amerikanska stridsfordon tillverkade av BAE Systems Land and Armaments och används främst inom USA:s armé. Stridsfordonet är ursprungligt designat av FMC Corporation.
Bradley används för att transportera infanteri under pansarskydd och för att bekämpa en motståndare med fordonets monterade vapen. M2-versionen har en besättning på tre personer; en befälhavare, en skytt och en förare. Den har plats att därutöver medföra sex fullt utrustade soldater. M3-versionen utför främst spaningsuppdrag med två spanare ombord förutom den ordinarie besättningen av tre personer.
Fordonet är namngivet efter den femstjärniga generalen Omar Bradley.

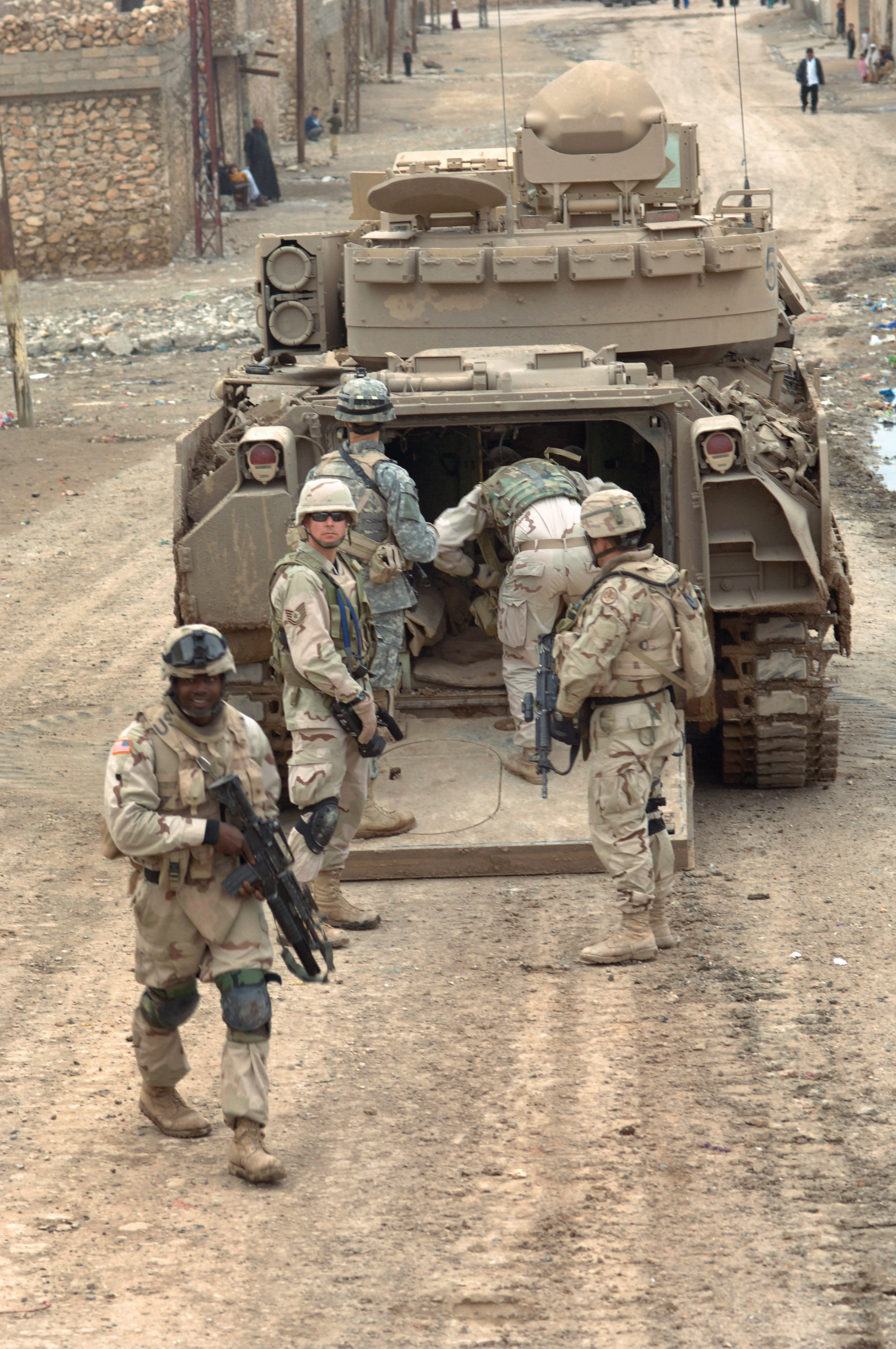
Amerikanska soldater embarkerar en M2 i Irak